# Cottus bairdii
Cottus bairdii is een straalvinnige vissensoort uit de familie van donderpadden (Cottidae). De wetenschappelijke naam van de soort is voor het eerst geldig gepubliceerd in 1850 door Girard. De naam werd gegeven als eerbetoon aan de Amerikaanse bioloog Spencer Fullerton Baird.
De zoetwatervis komt voor in vrijwel geheel Noord-Amerika.